# Charles (football, 1968)
Pour les articles homonymes, voir Charles.
Charles Fabian Figueiredo Santos dit Charles (né le 12 avril 1968 à Itapetinga au Brésil) est un ancien joueur international de football brésilien, qui évoluait en tant qu'attaquant.

## Palmarès

### Joueur
Bahia
- Championnat du Brésil: 1

1988
Flamengo
- Championnat carioca: 1

1994
Brazil
- Copa América: 1

1989

#### Individuel
- Meilleur buteur du championnat du Brésil : 1990
- Meilleur buteur du championnat carioca : 1994